# Pinnisalm
Pinnisalm – prywatne schronisko zlokalizowane w środkowej części doliny Pinnistal w Stubaier Alpen w Tyrolu na wysokości 1560 m n.p.m.
Adres:  Pinnisalm, Stubaier Alpen, A-6167 Neustift, Tirol, Österreich/Austria 

## Turystyka
Schronisko otwarte jest tylko w okresie letnim, od końca czerwca do października.  Zapewnia zakwaterowanie i całodzienne wyżywienie.  
Do schroniska dnem doliny Pinnistal prowadzi szutrowa droga jezdna biegnąca z miejscowości Neder w Stubai Tal.  Droga ta zamknięta jest dla samochodów, można jednak poruszać się po niej rowerem.
Schronisko jest dość często odwiedzane latem przez turystów przebywających w Stubai Tal.  Wielu turystów korzysta z rowerów górskich.
Dojście do schroniska: z miejscowości Neder drogą szutrową, około 2:30 h.
Od schroniska znakowana ścieżka prowadzi na przełęcz Pinnisjoch, w bezpośrednim sąsiedztwie której znajduje się schronisko Innsbrucker Hütte (2369 m n.p.m.).  Czas wejścia: około 3 h, bez trudności technicznych lecz nieco mozolnie.
Schronisko Pinnisalm stanowić może punkt wyjścia do wejścia na zamykający dolinę Pinnistal szczyt Habicht (3277 m n.p.m.), mający postać olbrzymiej piramidy skalnej.  Jest to droga dla wprawnych turystów wysokogórskich, częściowo ubezpieczona stalowymi linami.  Czas wejścia: około 6 h.

## Mapy
- Kompass Wanderkarte, no. 83 Stubaier Alpen, skala 1 : 50 000,
- Kompass Wanderkarte, no. 36 Innsbruck - Brenner, skala 1 : 50 000.